# どうぶつえんツアー
『どうぶつえんツアー』は、ロックバンド・ヤバイTシャツ屋さんの通算4枚目のシングル。2017年4月5日にユニバーサルシグマよりリリースされ、シングルとしてはメジャーデビュー後初作品となった。

## 解説
前年に発売されたスタジオ・アルバム『We love Tank-top』以来のCD音源であり、岡崎体育による『ヤバみ』のMixを含め、全4曲収録している。
通常盤と初回限定盤の2形態でリリースされている。初回限定盤には『ヤバイＴシャツ屋さんのどうぶつえんツアー』のDVDが付属しており、大阪市にある天王寺動物園で遊ぶメンバーの姿だけを収録している。なお、通常盤、初回限定版共にデジパック仕様となっている。

## 収録曲
全作詞・作曲：こやまたくや
1. ヤバみ
MVは沖縄県久米島のハテの浜でドローン撮影で行われた[6]。
2. 寝んでもいける
3. 肩 have a good day
MVは「ヤバみ」と同じく沖縄県久米島で撮影されており、しばたが初めてMVの監督を務めている[7]。
2ndフルアルバム『Galaxy of the Tank-top』には、亀田誠治編曲による「肩 have a good day -2018 ver.-」も合わせて収録されている[8]。
4. ヤバみ（岡崎体育 remix）